# Spermezeu
Spermezeu is een comună in het district Bistrița-Năsăud in Roemenië. Spermezeu is opgebouwd uit acht dorpen, te weten Dobricel, Dumbrăvița, Hălmăsău, Lunca Borlesei, Păltineasa, Sita, Spermezeu en Șesuri Spermezeu-Vale. Dobricel en Dumbrăvița maakten tot 2004 deel uit van de comună Căianu Mic.

## Jumelage
- Zemst, België